# Karine Guerra
Karine Guerra de Souza (Caxias do Sul, 25 febbraio 1979) è una pallavolista brasiliana.
Gioca nel ruolo di palleggiatrice nel Minas Tênis Clube.

## Carriera
La carriera di Karine Guerra inizia a livello giovanile nella formazione della Sociedade de Ginástica Porto Alegre, per proseguire con la Bandeirante e l'Associação Francana de Voleibol. Inizia la propria carriera da professionista debuttando nella Superliga brasiliana nella stagione 1998-99 con il Ribeirão Preto, squadra con la quale gioca per due campionati.
Dopo un periodo di inattività, durato dal 2000 al 2003, ricomincia a giocare per l'Associação Francana de Voleibol, finché nella stagione 2004-05 viene ingaggiata per la prima volta da una formazione estera, andando a giocare nella Superliga spagnola col Club Voleibol Aguere. Rientra in Brasile per giocare il Campionato Paulista con la Sociedade Recreativa de Esportes Ribeirão Preto, tuttavia nel campionato 2005-06 disputa la Superliga con l'Esporte Clube União Suzano. Anche nella stagione successiva disputa il campionato statale con una squadra, il São Bernardo, mentre in quello nazionale è impegnata con un altro club, l'Esporte Clube Pinheiros; tuttavia nel febbraio 2007 lascia la squadra, terminando la stagione nella Serie A2 italiana col Brunelli Volley Nocera Umbra.
Torna nuovamente in Brasile e gioca per una sola annata col Minas Tênis Clube, mentre in quella successiva torna nella Superliga spagnola, questa volta giocando col Club Voleibol Tenerife, club col quale vince il primo trofeo della propria carriera, la Supercoppa spagnola 2008. Nel campionato 2009-10 approda al Brusque, mentre in quello seguente fa ritorno nell'Esporte Clube Pinheiros, col quale si aggiudica il Campionato Paulista.
Dal 2011 al 2013 gioca per l'Osasco Voleibol Clube, col quale vince nel corso della prima annata il Campionato sudamericano per club, ricevendo il premio di miglior palleggiatrice, la Coppa San Paolo e lo scudetto; nel corso dell'annata successiva è finalista in tutte le competizioni alle quali prende parte col suo club, aggiudicandosi tuttavia solo il Campionato sudamericano per club ed il campionato statale.
Nella stagione 2013-14 lascia ancora una volta il Brasile per andare a giocare nella Lega Nazionale A svizzera col Volero Zürich, vincendo la Coppa di Svizzera e lo scudetto, ma già nella stagione successiva ritorna in patria per vestire la maglia del Praia Clube.

## Palmarès

### Club
- Campionato brasiliano: 1

2011-12
- Campionato svizzero: 1

2013-14
- Coppa di Svizzera: 1

2013-14
- Supercoppa spagnola: 1

2008
- Campionato Paulista: 2

2010, 2012
- Coppa San Paolo: 1

2011
- Campionato sudamericano per club: 4

2011, 2012
- Campionato mondiale per club: 1

2012

### Premi individuali
- 2011 - Campionato sudamericano per club: Miglior palleggiatrice